# Danijar Jelusinov
Danijar Maratuli Jelusinov (kazašsky: Данияр Маратұлы Елеусінов; * 13. března 1991) je kazašský boxer.
Na olympijských hrách v Riu roku 2016 získal zlatou medaili v lehké střední váze (do 69 kg), a potvrdil tak kazašskou dominanci v této váhové kategorii na OH – Kazaši získali již čtvrté zlato v řadě. Ve stejné váhové kategorii se v roce 2013 stal v Almaty mistrem světa, za dva roky na světovém šampionátu v Dauhá skončil druhý. Dvě zlata má z Asijských her (2010, 2014) a dvě z mistrovství Asie (2013, 2015). V roce 2018 přestoupil mezi profesionály. Všech devět zápasů v profi ringu vyhrál, pět z toho KO.